# 中村恵子 (タレント)
中村 恵子（なかむら けいこ、1976年12月6日 - ）は、日本のタレントである。鹿児島県出身。『富士通OASYS』『明星一平ちゃん』などのCMを務め、『出動!ミニスカポリス』4代目ポリス、『トゥナイト2』などに出演した。

## 出演作品

### テレビ
- ものまね王座決定戦
- THEわれめDEポン
- 見た目が勝負!?
- 寝ドキッ
- 脳みその具
- トゥナイト2
- OLクラブ
- 出動!ミニスカポリス
- ダウンタウンDX その他多数出演

### CM
- 富士通OASYS
- 明星一平ちゃん
- 東京ウォーカー
- ケイコとマナブ
- Hanako その他多数出演